# Karolingisk minuskel

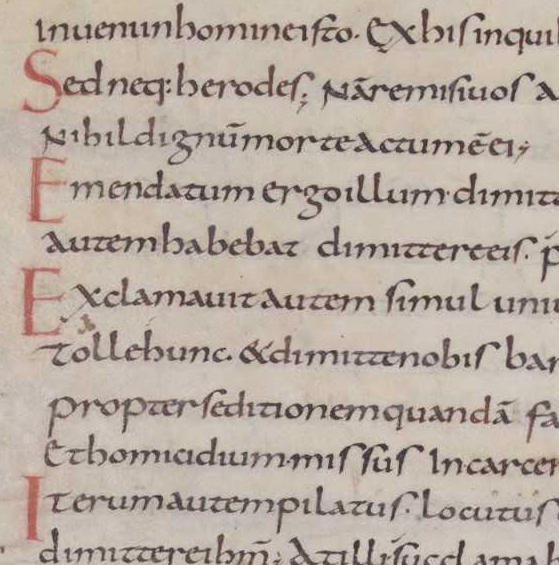
Karolingisk minuskelskrift.

Karolingisk minuskel är en bokstavsform som utvecklades under senare hälften av 700-talet och början av 800-talet. Den kom att bli helt dominerande i Karl den stores välde, alltså i större delen av västra och norra Europa.

## Etymologi
Karolingisk syftar på stilens uppkomst under den karolingiska renässansen under Karl den stores tid..
Minuskel, från latinets minuscula (och underförstått littera, bokstav), ”något mindre”.

## Framväxt
Under århundradena efter romarrikets fall utvecklades det en gång gemensamma latinska språket åt olika håll i det gamla riket. Det samma gällde skriften, bokstäverna, som kom att få regionala särdrag. Karl den store (742–814, regent 768–814) ville återskapa såväl det romerska riket som politisk enhet som den klassiska kulturen, det senare bland annat genom förbättrad utbildning. Hans egen läs- och skrivkunnighet var dålig, men han förstod betydelsen av klassisk bildning och under hans ledning uppstod det som kallas den karolingiska renässansen.
Den karolingiska minuskelskriften växte fram under en period från mitten av 700-talet till mitten av 800-talet. Den byggde på tidigare bokstavsformer, bland andra den merovingiska och den germanska minuskelskriften, vilka hade utvecklats ur latinsk kursivskrift. Det nya skrivsättet kom att spridas från hovet i Aachen och från viktiga kloster, bland andra det i Tours. Skriften blev norm för hur man skulle skriva från slutet av 700-talet fram till 1100-talet och blev ett kraftfullt sammanhållande medel för kulturen i stora delar av Europa.

## Utmärkande drag

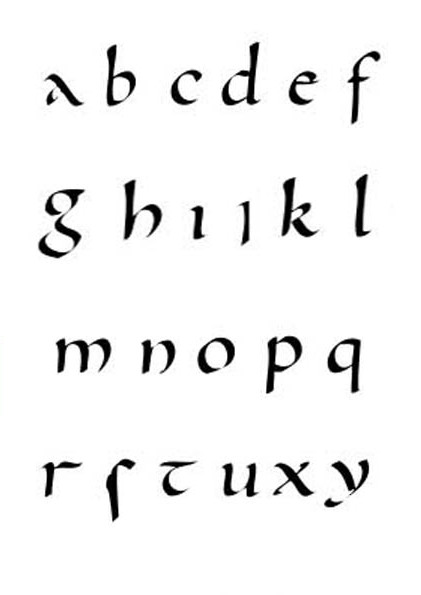
Karolingisk minuskel. Bokstäverna påminner mycket om senare tiders antikva.

Den karolingiska minuskeln karakteriserades av tydlighet och enhetlighet. Det fanns regler för hur varje bokstav borde skrivas och i vilken vinkel pennan skulle hållas. Formerna var avrundade och utan onödig utsmyckning. Framförallt var skriften lätt att läsa och påminner mycket om senare tiders antikva. Läsbarheten gynnades också av det sparsamma bruket av ligaturer, alltså sammanskrivna bokstäver, och förkortningar, vilket tidigare varit vanligt. 
Textflödet blev tydligt strukturerat. Meningar började med majuskler och åtskiljdes av punkt eller semikolon. Ord började skiljas från varandra av tydliga mellanrum. Tidigare hade det varit vanligt med scriptura continua, alltså att det saknades mellanrum mellan orden.

## Den gotiska stilen och antikvan
Under 1100-talet inleddes en ny era i Europa. Universitet och katedralskolor växte fram och efterfrågan på böcker ökade. Den karolingiska minuskelskriften var lätt att läsa, men tog tid att skriva och var utrymmeskrävande. På 1100-talet kom skriften därför att omformas till gotisk skrift som bättre kunde hushålla med utrymmet.
Det handlade också om mode. Den karolingiska minuskeln påminde om den romanska kyrkoarkitekturen med dess rundbågar. Den gotiska arkitekturen däremot var hög, smal och uppåtsträvande, ofta utsmyckad. Så blev också den gotiska skriften.
Med renässansen och boktryckarkonsten mot slutet av 1400-talet återuppväcktes det man kallade den antika stilen, antikvan, alltså den karolingiska minuskelskriften. Den har sedan dess varit dominerande, tillsammans med frakturstilen.